# 露紋-納多魯列斯國家公園
露紋-納多魯列斯國家公園（英語：Leeuwin-Naturaliste National Park） 是一个位於西澳大利亚州西南區，在西澳首府珀斯以南267公里的国家公园。

## 命名
露紋-納多魯列斯國家公園是以位於公園兩端的兩個海岬，露紋角和納多魯列斯角命名。

## 概述
露紋-納多魯列斯國家公園位于西澳大利亚州西南區中的奧古斯塔－瑪格麗特河巴瑟尔顿市政局辖区。國家公園自稱是整個西澳大利亚州中遊客量最高的國家公園。這個公園的最大特色為桉树林以及庞大的洞穴网络。
露紋-納多魯列斯國家公園於1957年建成。在1950年代，西南區開始發展制酪业和林业，該區的酒厂所佔的土地亦越來越多。政府為了防止這個地帶的珍貴生態環境遭破壞，於是建造了這個公園。
國家公園蜿蜒曲折的海岸线自奔克湾的北端绵延至奥古斯塔的南端，總長度約120公里。在海岸线路徑沿途亦有不少具特色的岩石景觀，其中包括花岗岩地层和塔糖状岩石。而沿海區亦有許多著名的衝浪海灘。
在公園裡的植被亦會依據與海洋的距離而變化。由沿海地區到內陸地區，植被會的灌叢荒地植被漸漸變為薄荷樹、山毛樣和桉树林。在公園生活的鸟类种类繁多，其中海鸟佔多數。在公園生活的鸟类包括紅耳火尾雀、白胸知更鸟、岩土鹦鹉和鴯鶓。而居住於此公園的哺乳动物包括南部棕色袋狸、西部灰袋鼠、猫熊负鼠和小袋鼠。

## 露紋-納多魯列斯山脊
這個國家公園是沿著露紋-納多魯列斯山脊建造的。該山脊蘊藏蜿蜒曲折的洞穴，洞穴的總长度與山脊的總长度相若。在眾多洞穴中，「恶魔的巢穴」最特別。因為此洞穴具有重要的考古價值。

## 海岬到海岬路徑

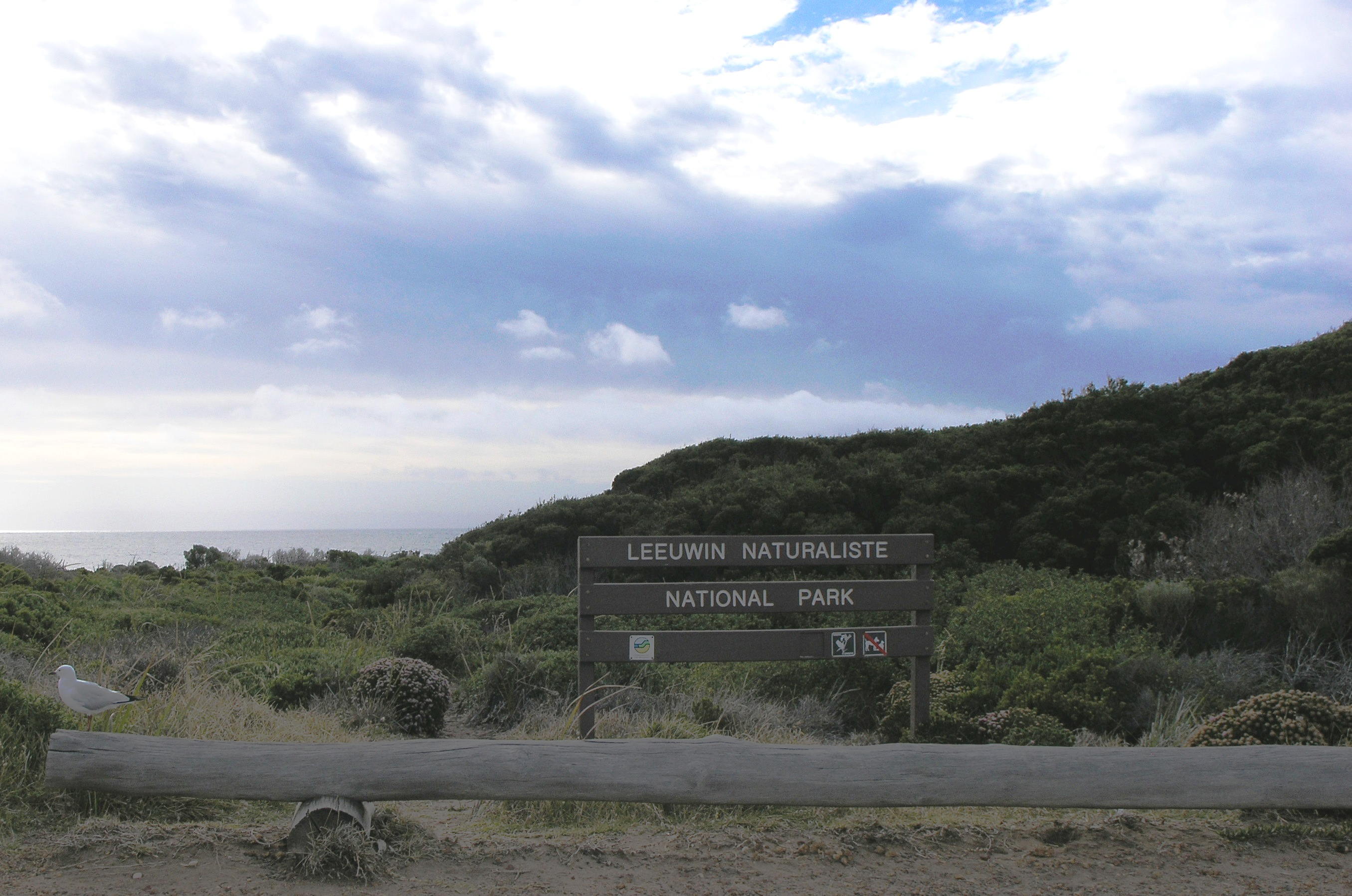
位於露紋角的海岬到海岬路徑起點

於2001年，海岬到海岬路徑正式啟用。海岬到海岬路徑是一個沿著露紋-納多魯列斯山脊建造，總長135公里的步行道。